# Holger Höhne
Holger Höhne (* 6. Mai 1970 in Füssen) ist ein ehemaliger deutscher Curlingspieler. Höhne ist zweifacher Europameister und zwölffacher Deutscher Meister. Nach seinem Karriereende engagierte er sich als Nachwuchstrainer in Füssen. 2012 wurde er als Coach des Deutschen Curling-Teams für die Olympischen Jugend-Winterspiele 2012 in Innsbruck nominiert.

## Karriere
Höhne spielte ab dem 17. Lebensjahr Curling. Seit 1992 gehörte er dem Team von Andreas Kapp beim Curling Club Füssen an, mit dem er zu einem der erfolgreichsten deutschen Curlingspieler aufstieg.
Bei den Europameisterschaften 1992 im schottischen Perth gewann er seinen ersten Titel. Diesen Erfolg konnte er 1997 bei den Titelkämpfen in Füssen wiederholen. Bei Weltmeisterschaften erreichte Höhne drei dritte Plätze (1994, 1995, 2005) und wurde 1997 in Bern und 2007 in Edmonton Vizeweltmeister. Höhne nahm an den Olympischen Winterspielen in Vancouver 2010, Olympischen Winterspielen 2006 und 1998 teil. Dabei erreichte die Mannschaft zwei achte Plätze und einen sechsten Platz.
Die Weltmeisterschaft 2011 war sein letztes internationales Turnier. Das „Team Kapp“ beendete das Turnier auf dem sechsten Platz. 
Auf nationaler Ebene gewann er mit dem Curling Club Füssen insgesamt zwölf Deutsche Meistertitel: 1994, 1995, 1997, 1999, 2000, 2001, 2005, 2007, 2008, 2009, 2010 und 2011.
2013 gewannen Holger Höhne, Petra Tschetsch, Pia-Lisa Schöll und sein langjähriger Weggefährte Andreas Kapp Gold bei der Mixed-Europameisterschaft in Edinburgh und werden bei den Mixed-Weltmeisterschaften 2015 und 2016 jeweils fünfter. Höhne und Kapp sind beide als Stützpunkt-Trainer für den deutschen Curling-Nachwuchs tätig.
Seit 2016 betreut Höhne die Deutsche Juniorinnennationalmannschaft bei den B-Weltmeisterschaften und hat mit den jeweiligen Teams die Play-offs erreicht. Der Aufstieg in die A-Gruppe blieb bisher aus.
Höhne ist Träger des Silbernen Lorbeerblattes.

## Erfolge
- Europameister 1992 und 1997
- 3. Platz Europameisterschaft 2008
- 2. Platz Weltmeisterschaft 1997, 2007
- 3. Platz Weltmeisterschaft 1994, 1995, 2005
- Deutscher Meister 1994, 1995, 1997, 1999, 2000, 2001, 2005, 2007, 2008, 2009, 2010, 2011